# 普萊森特鎮區 (堪薩斯州哈維縣)
普萊森特鎮區（英語：Pleasant Township）為美國堪薩斯州哈維縣轄下的鎮區。2010年美国人口普查中此鎮區人口有400人。

## 地理
普萊森特鎮區涵蓋總面積為94.1平方（36.33平方英里），其中陸地面積為93.3平方（36.03平方英里），水域面積為0.78平方（0.30平方英里）或0.83%。海拔高度439（1,440英尺）。

## 人口統計
根據2010年美國人口普查，普萊森特鎮區人口有400人，其中男性有203人，女性有197人，人口密度為每平方公里4.25人，住房計159戶。鎮區內的白人有387人，非裔美國人有3人，美洲原住民有0人，亞裔美國人有0人，太平洋島裔美國人有0人，其他種族有7人，混血種族則有3人。此外鎮區內有15人為西班牙裔或拉丁裔美國人。此鎮區之年齡中位數為47.8歲，而男性年齡中位數為46.9歲，女性年齡中位數為48.8歲。